# Conférence de l'enseignement supérieur de l'agglomération de Rouen
La Conférence de l'enseignement supérieur de l'agglomération de rouen (CESAR Rouen) est un groupement d'écoles créé en 2008 à l’initiative des principaux chefs d’établissements de l’enseignement supérieur de Rouen qui a pour objet d’accroître l’attractivité de la région rouennaise en valorisant l’enseignement supérieur et la recherche, et en offrant un cadre de vie de qualité aux étudiants Son président est Arnaud Langlois-Meurinne.

## Les établissements membres
- Rouen Business School
- Université de Rouen
- Centre des études supérieures industrielles
- Institut national des sciences appliquées de Rouen
- École supérieure d'ingénieurs en génie électrique
- École nationale supérieure d'architecture de Normandie
- École supérieure d'ingénieurs et de techniciens pour l'agriculture
- Institut du développement social
- École régionale des beaux-arts de Rouen
- Conservatoire National des Arts et Métiers de Haute-Normandie